# Musée de Kure de la Force d'autodéfense maritime
Le Musée de Kure de la Force d'autodéfense maritime (海上自衛隊呉史料館, Kaijō Jieitai Kure Shiryōkan) est musée maritime militaire de la Force maritime d'autodéfense japonaise (JMSDF) situé a Kure dans la Préfecture de Hiroshima. Il est situé en face du Musée Yamato.

## Historique
Le musée est ouvert depuis le 5 avril 2007 et son entrée est gratuite.
Son exposition principale est le sous-marin diesel-électrique Akishio (SS-579) de la classe Yūshio (en) qui avait été mis hors service en 2004.
Le musée présente aussi des expositions liées au déminage et aux opérations sous-marines, présentant un certain nombre de mines et torpilles .
Le JMSDF a également des musées liés aux aéronefs à Kanoya (préfecture de Kagoshima) et liés aux navires de surface à Sasebo (préfecture de Nagasaki).

## Galerie

Sous-marin Akishio
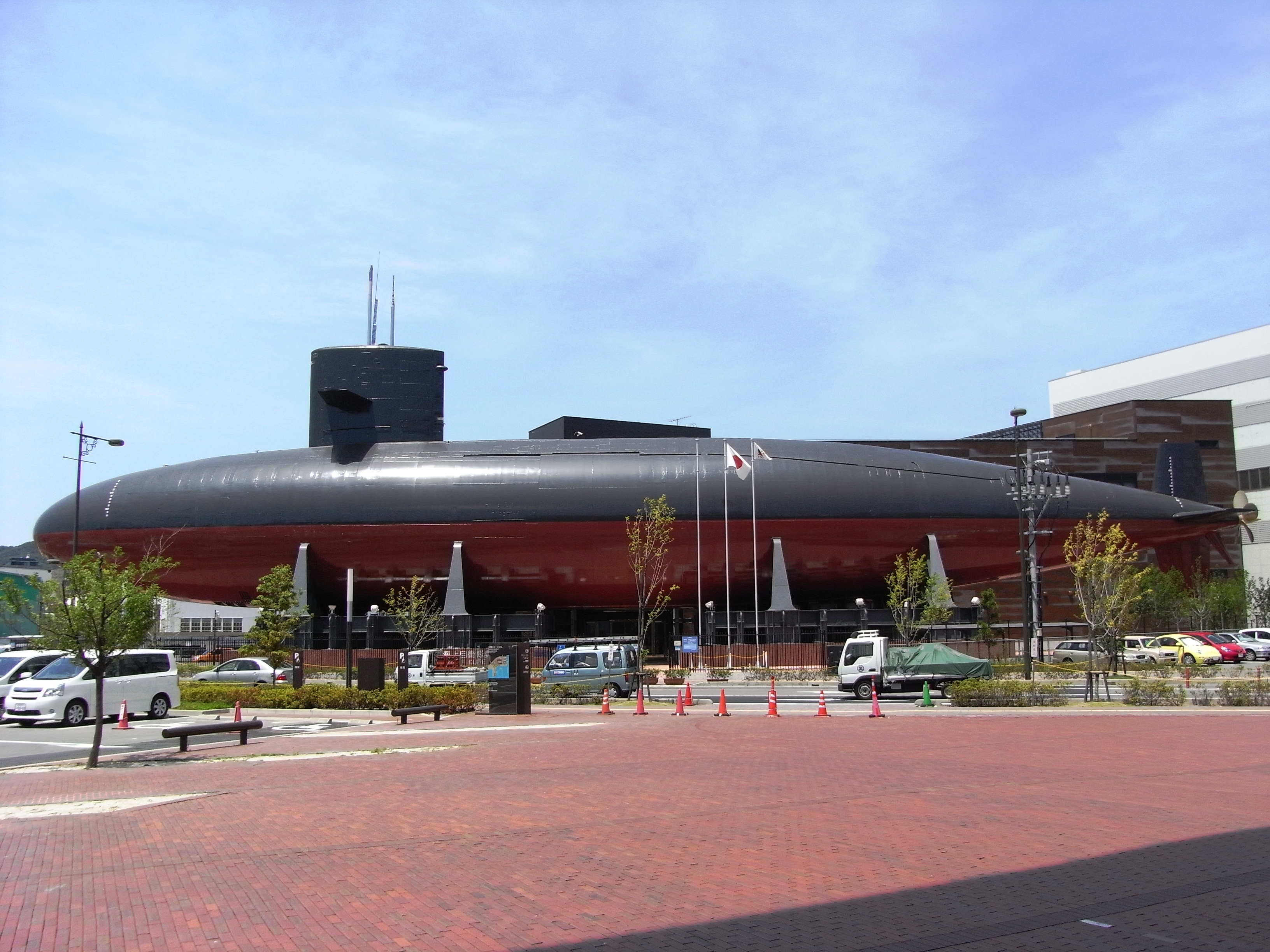
Vue extérieure
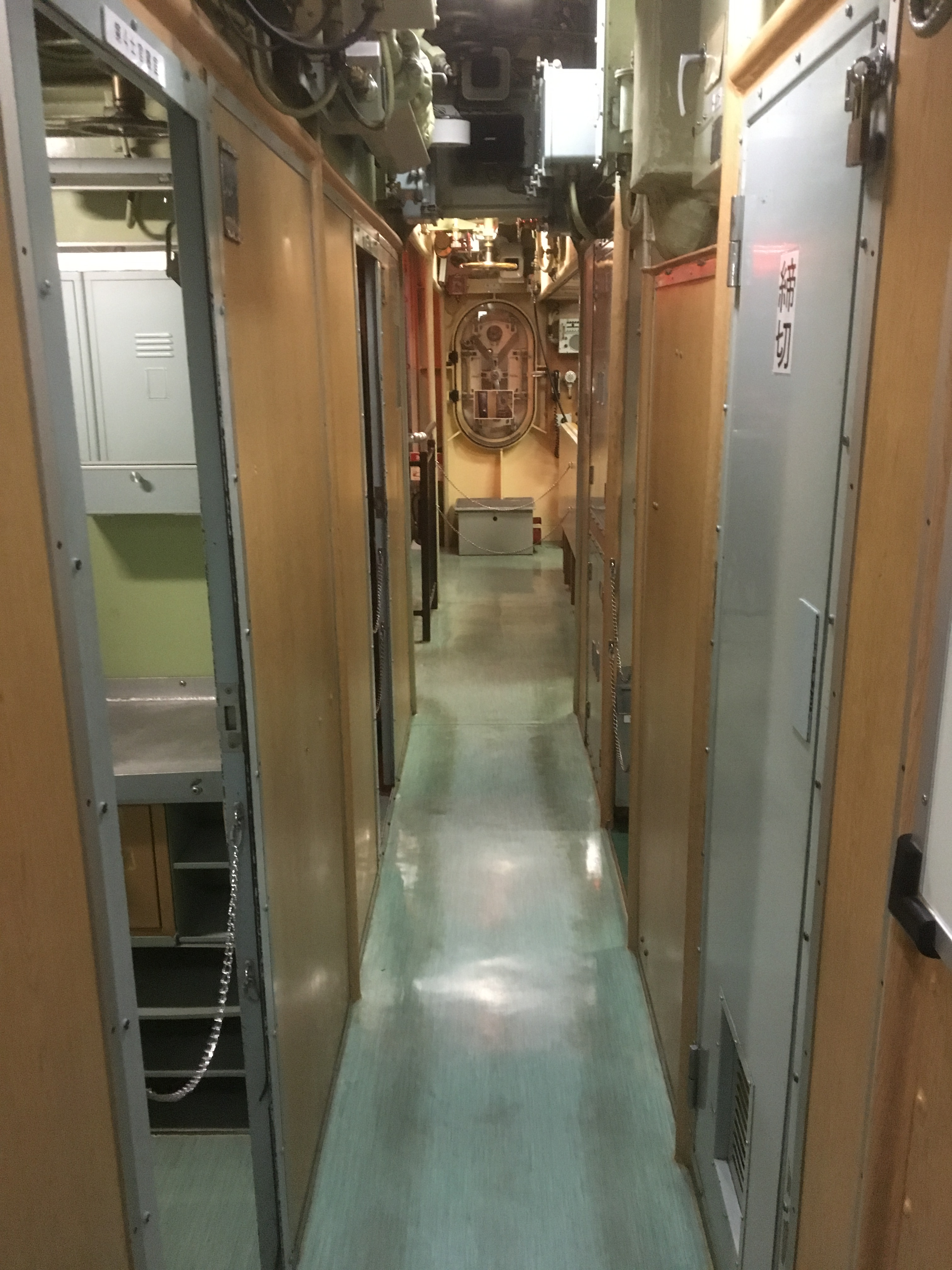
Couloir
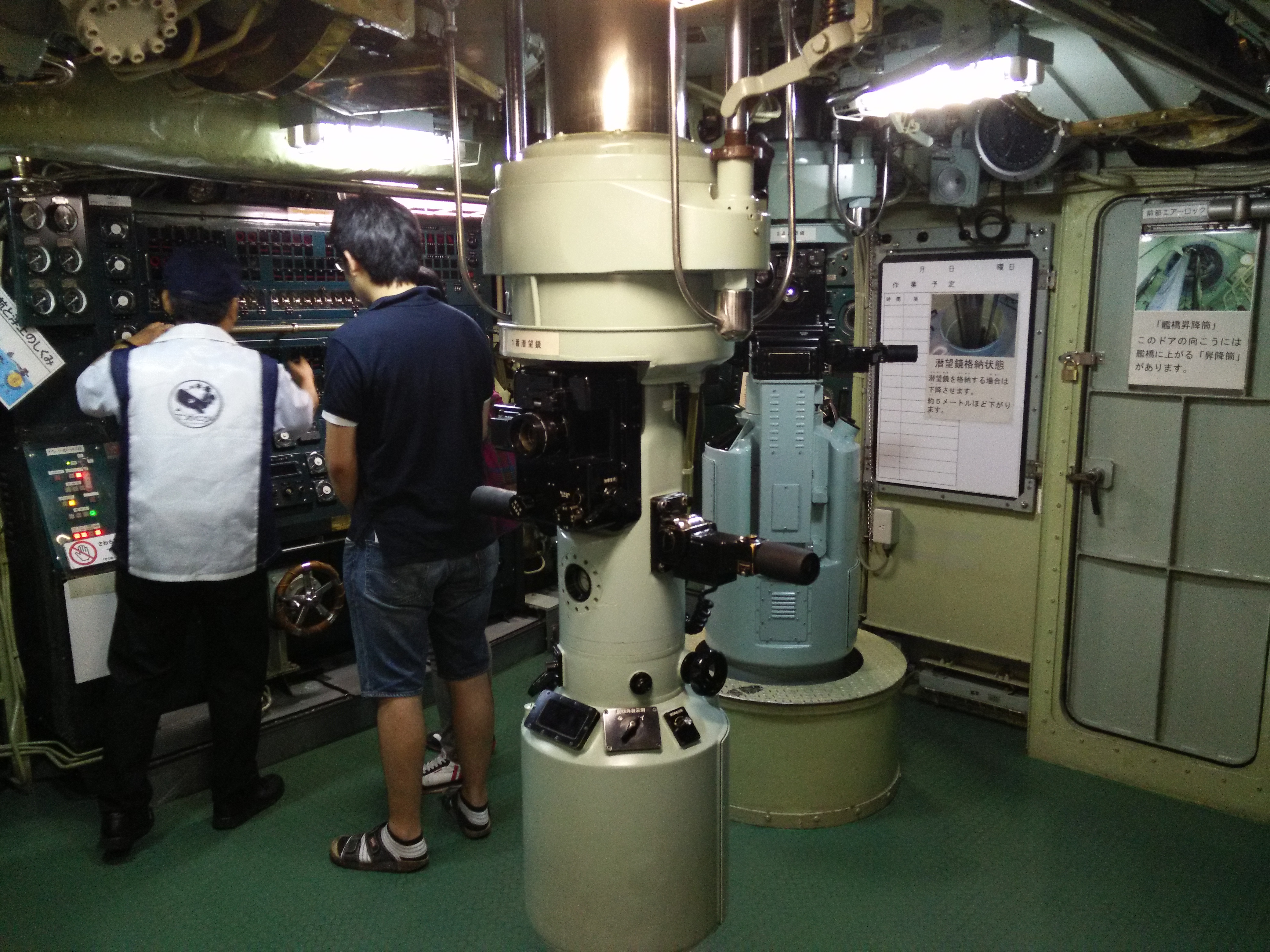
Salle de contrôle

Musée
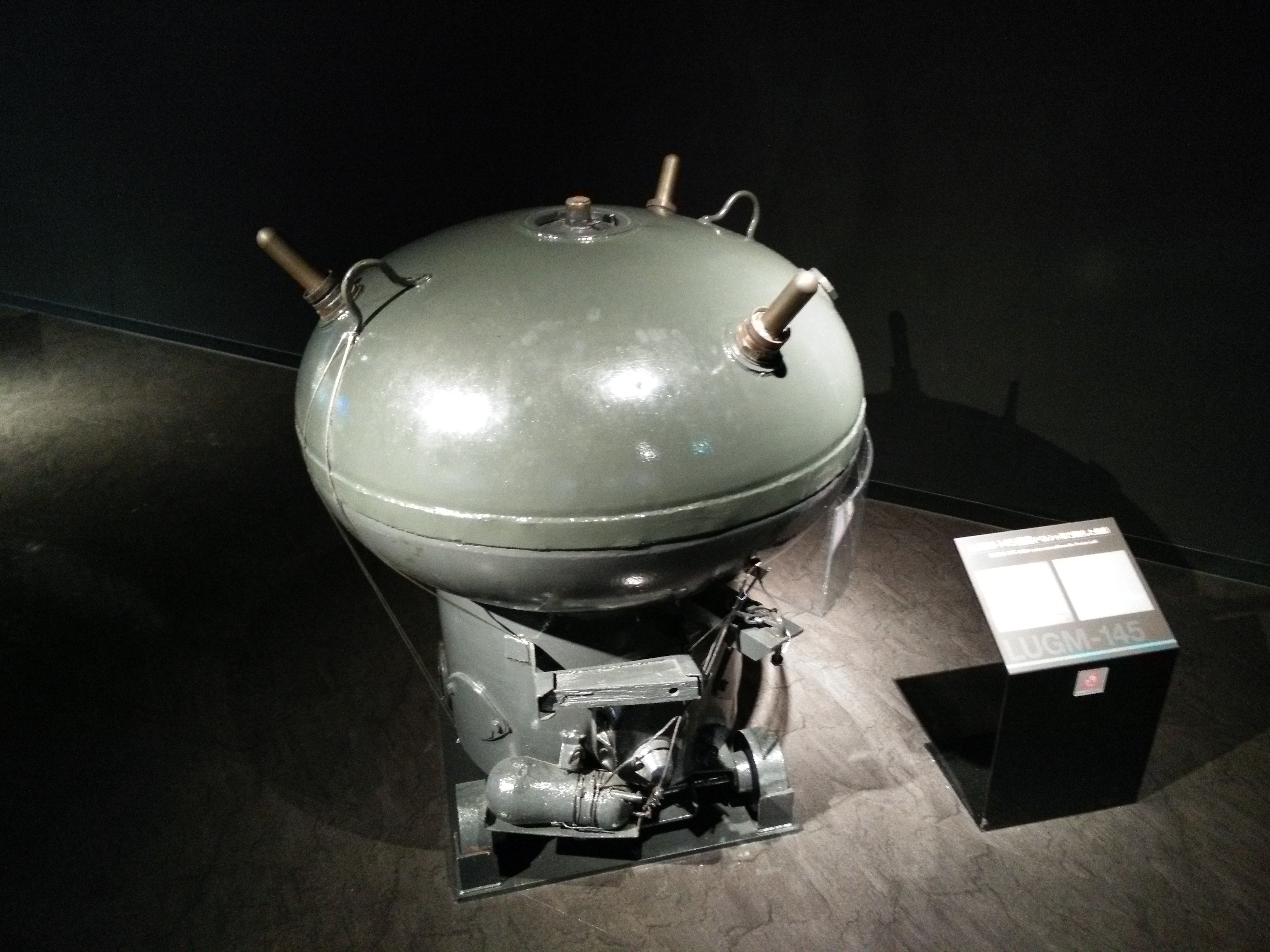
Une mine
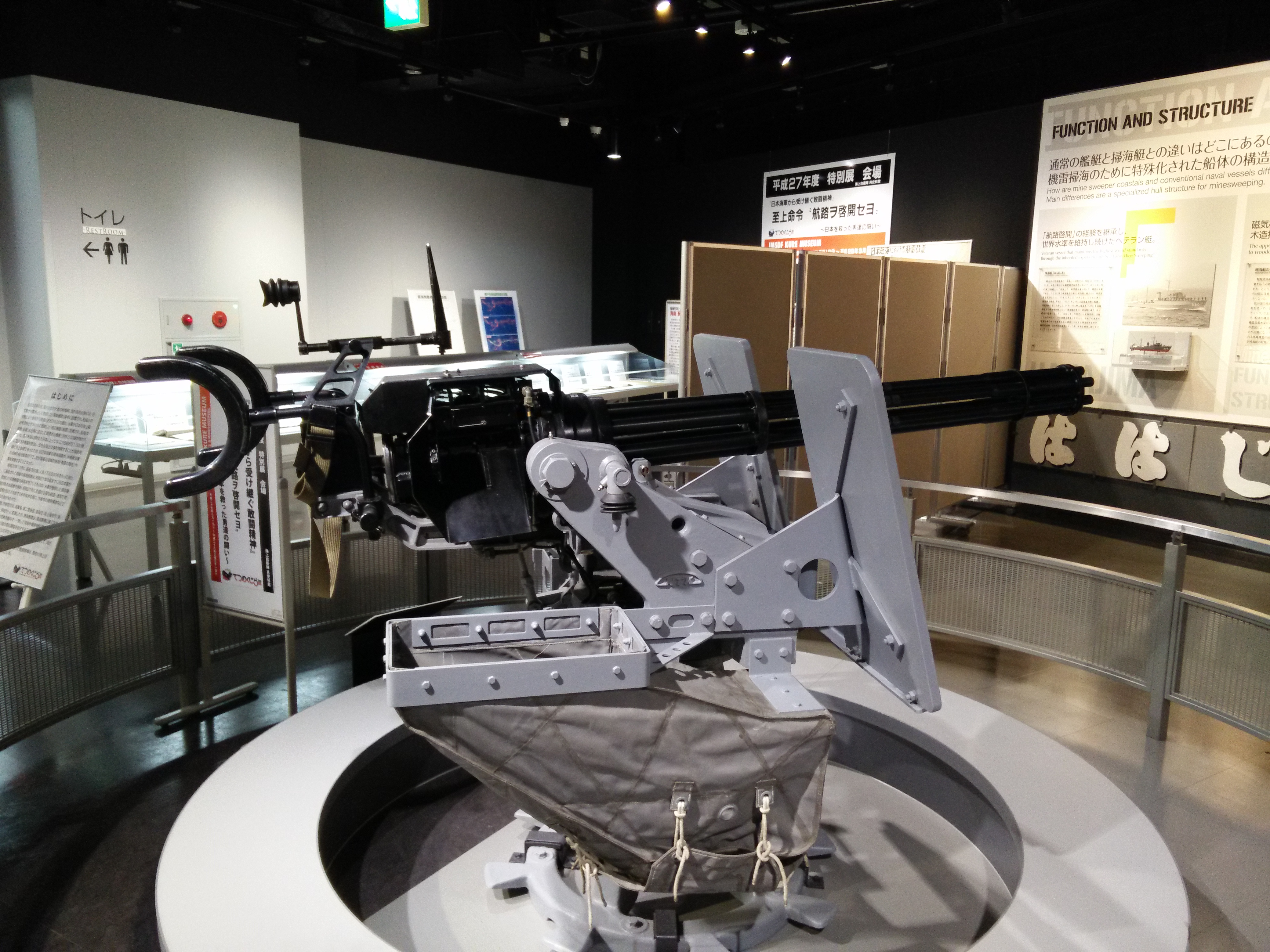
Mitrailleuse 20 mm